# Collective Soul
Collective Soul (з англ. — колективна душа) — американський рок-гурт, яка вперше була сформована в США. Гурт став відомим завдяки власному хіту під назвою Shine, який входить до дебютного альбому «Hints, Allegations, and Things Left Unsaid»

## Історія
До створення Collective Soul, співак Ед Роланд вчився музичному мистецтву та грі на гітарі в музичному коледжі Берклі в Бостоні, штат Массачусетс. З середини 1980-х років Роланд був залучений у виконання і створення демо-записів андеграундної музики, яка не була опублікована. Водночас він працював в Real 2 Reel Studios в Стокбріджі, яка належала батьку басиста Уілла Терпіна. Ед Роланд виконував основні обов'язки виробництво, міксування та інженерних робіт місцевих артистів Атланти. Він записав свою демо-версію альбому і випустив сольний альбом «Ed-E Roland» в 1991 році. До утворення Collective Soul в кінці 1980-х — початку 1990-х років, він створив гурт «Marching Two-Step», яка мала барабанщика Шейна Еванса, Мішеля Рей Кепінгера та Метта Серлетіка. До створення «Marching Two-Step», на початку та середини 80-х, Ед найняв клавішника і бек-вокаліста Крістофера Дайкса, барабанщика Тоні Капорале.
Члени гурту
- Ed Roland — вокал, ритм-гітара, клавішні (1992-наш час)
- Dean Roland — ритм-гітара (1993-наш час)
- Will Turpin — бас, вокал (1993-наш час)
- Joel Kosche — гітара (2001-наш час)

Колишні члени
- Ross Childress — соло-гітара, вокал (1992—2001)
- Shane Evans — ударні (1992—2003)
- Ryan Hoyle — ударні (2003—2008)
- Cheney Brannon — ударні (2008—2012)

Під час турів
- Johnny Rabb — ударні (2012-наш час)

## Дискографія
- Hints Allegations and Things Left Unsaid (1993)
- Collective Soul (1995)
- Disciplined Breakdown (1997)
- Dosage (1999)
- Blender (2000)
- Youth (2004)
- Afterwords (2007)
- Collective Soul (2009)
- See What You Started By Continuing (2014)

## Відеографія
1. «Shine»
2. «Breathe»
3. «Wasting Time»
4. «Gel»
5. «December»
6. «Smashing Young Man»
7. «The World I Know»
8. «Precious Declaration»
9. «Listen»
10. «Blame»
11. «She Said»
12. «Run»
13. "Needs "
14. «Why, Pt. 2»
15. «Perfect Day»
16. «Better Now»
17. «How Do You Love?»
18. «Hollywood»
19. «All That I Know»
20. «Staring Down»
21. «Welcome All Again»
22. «Tremble for My Beloved»